# Un'idea geniale
Un'idea geniale (Their First Mistake), anche noto come Noi e il piccolo Slim o Noi e il pupo, è un cortometraggio del 1932 con Stanlio e Ollio.

## Trama
La signora Arabella Hardy è scontenta del fatto che il marito passi più tempo con Stanlio che in casa con lei. Dopo un ulteriore litigio, i due vengono cacciati di casa dalla donna.
Nell'appartamento di Stanlio, i due si parlano. Quest'ultimo ha un'idea per accontentare la moglie dell'amico: in quella casa mancano bambini. Se ci fosse un bambino, la signora Hardy sarebbe più occupata e loro due avrebbero più tempo per uscire insieme. Ollio si convince e vanno ad adottare un bambino, facendo ritorno con un piccolo neonato. Entrano in casa di Ollio, chiamano a gran voce la moglie ma questa non risponde. Poco dopo fa il suo ingresso un ufficiale giudiziario: la signora Hardy aveva chiesto il divorzio e se n'era andata per sempre. Così Ollio ora si ritrova solo, senza moglie e con un neonato di cui prendersi cura. Stanlio fa per andarsene, ma Ollio, quasi in singhiozzi lo blocca sull'uscio. Così i due passano una notte insonne tra varie gag alla fine delle quali Ollio fa cadere il latte del biberon per il bambino sul letto dopo che lo stava dando accidentalmente a Stanlio.

## Curiosità
La versione doppiata da Mauro Zambuto e Alberto Sordi è ridotta. Fu distribuita nel 1947 nel film di montaggio Noi e il piccolo Slim, da cui il titolo alternativo, e con alcuni dialoghi cambiati 
per far avere un nesso logico tra le varie comiche. La versione anni '60 RAI, doppiata da Franco Latini e Carlo Croccolo è completa.